# 令狐楚
令狐楚（766年—837年），字愨士，宜州华原（今陕西耀州）人，中国唐朝政治家、文学家、诗人，隋朝桂州总管十七州诸军事、武康郡公令狐熙長子令狐達的后裔。

## 生平
令狐楚于唐德宗贞元七年（791年）中进士，初任太原掌书记。唐宪宗时，任右拾遺，升任职方员外郎、知制诰，后为皇甫鎛推荐，元和九年(814)十一月被任命为翰林学士，累升至中书侍郎同平章事。元和十二年(817)夏，宪宗命裴度总领兵讨淮、蔡叛军，牛黨政要李逢吉懼其成功，暗中破坏，由此与裴度交恶。令狐楚則與李逢吉等人交好，待裴度亲征时，令狐楚因制辞不合旨，遭贬斥。元和十四年四月，裴度罷相，皇甫鎛調令狐楚入朝，自朝議郎授朝議大夫。
元和十五年（820年）宪宗去世，为山陵使，唐穆宗继位，令狐楚因亲吏赃污事贬宣歙觀察使，再贬衡州刺史。唐敬宗继位后，又起为户部尚书、东都留守、天平军节度使、吏部尚书，累升至检校尚书右僕射，封为彭阳郡公。大和九年（835年）爆發甘露之變，宰相王涯等被捕入獄，受刑之下供称意欲推翻文宗改立郑注为帝，唐文宗召令狐楚與郑覃观看王涯的供词，令狐楚等確認是王涯的字跡。最後王涯全族被滅。令狐楚在文告中叙述王涯、贾餗谋反事用语空洞浮汎，仇士良很不滿，就反對令狐楚當宰相。开成元年（836年）三月，令狐楚又請為王涯等收屍。同年以山南西道节度使致仕，开成二年十一月病逝。赠司空，谥文。
令狐楚政治上一生积极参与牛李党争，属于牛僧孺一党的重要人物。文学上，令狐楚以古文大家闻名，尤善四六骈文，被誉为庾信之后的古文文宗。他在天平军节度使任上举荐李商隐，并传授其骈文技巧，为一时佳话，李商隐後來娶李黨王茂元之女為妻，令狐绹指责为“放利偷合”，當時“士流嗤谪商隐，以为诡薄无行，共摈排之”。令狐楚的诗作亦有名气，常与刘禹锡、白居易等人唱和。輯有《御览诗》一卷。
令狐楚的长子令狐绪为河南少尹；次子令狐綯，在唐宣宗时期担任过宰相。

## 家世
- 高祖：令狐元超，撫寧令。
- 曾祖：令狐，秦州上邽令。
- 曾祖母：王氏，太原人。
- 祖父：令狐崇亮，绵州昌明令，赠司空。
- 祖母：柳氏，河東人。
- 父亲：令狐承简，字居易，太原府功曹參軍，赠太尉。
- 母親：孫氏，富春人。
- 弟：令狐從，檢校膳部郎中。
- 弟：令狐定，主柱下方書。